# 維克托·戈爾巴特科
維克托·瓦西里耶維奇·戈爾巴特科（俄语：Виктор Васильевич Горбатко，羅馬化：Victor Vasilyevich Gorbatko，1934年12月3日—2017年5月17日），前蘇聯太空人，曾參與1969年聯盟7號、1977年聯盟24號及1980年聯盟37號太空船的任務。當中在聯盟37號的任務中，他與越南首位太空人范遵同行。
1982年，戈爾巴特科離開太空計劃，並於莫斯科的空軍工程學院任教。
2017年5月17日在莫斯科去世，安葬于联邦军人纪念公墓。